# إيال زمير
إيال زمير (بالعبرية: אייל זמיר‏) (مواليد 1966)، هو جندي إسرائيلي متقاعد، يشغل حاليًا منصب رئيس الأركان العامة المعين للجيش الإسرائيلي، منذ 5 مارس 2025، كما شغل منصب المدير العام لوزارة الدفاع الإسرائيلية، وسبق أن كان نائب رئيس هيئة الأركان العامة لالجيش الإسرائيلي منذ ديسمبر 2018. ويوليو 2021، وقائد القيادة الجنوبية للجيش الإسرائيلي، والسكرتير العسكري لرئيس الوزراء، وقائد الفرقة 36 وقائد اللواء السابع المدرع الإسرائيلي.

## الحياة المبكرة والتعليم
وُلِد زامير ونشأ في إيلات، وهو خريج الدفعة السابعة عشرة من الأكاديمية العسكرية للقيادة في تل أبيب.
تخرج زامير من كلية القيادة والأركان المشتركة وكلية الأمن القومي. حصل على درجة البكالوريوس في العلوم السياسية من جامعة تل أبيب، ودرجة الماجستير في الأمن القومي من جامعة حيفا، وهو خريج برنامج الإدارة العامة للمديرين التنفيذيين الكبار في كلية وارتون لإدارة الأعمال في الولايات المتحدة.

## الحياة المهنية
تم تجنيد زامير في الجيش الإسرائيلي وانضم إلى سلاح المدرعات في عام 1984، في سلاح المدرعات خضع للتدريب كجندي قتالي وحضر لاحقًا دورة قائد الدبابات. أكمل دورة ضباط المدرعات وكان قائد فصيلة وقائد سرية في اللواء 500 واللواء 460.
في الفترة 1992-1994، عمل كضابط عمليات في اللواء المدرع السابع (برتبة رائد). ومن عام 1994 إلى عام 1996، عمل كقائد للكتيبة 75 في اللواء السابع (برتبة مقدم). وفي عام 1996، كان قائدًا لدورة قادة الدبابات في المدرسة المدرعة. وظل في هذا المنصب حتى عام 1997، عندما ذهب للدراسة لمدة عام في مدرسة الحرب في فرنسا.
في الفترة 1998-2000، شغل منصب ضابط عمليات في الفرقة 162. وفي الفترة 2000-2002، كان رئيسًا لقسم نظرية سلاح المدرعات في مقر رئيس ضباط المدرعات، وفي الوقت نفسه شغل منصب قائد اللواء 656، وهي فرقة احتياطية في القيادة المركزية (برتبة عقيد). وفي الفترة 2002-2003، كان قائدًا لمركز التدريب التكتيكي في المركز الوطني للتدريب على الأرض، بالتوازي مع دوره كقائد لفرقة الاحتياط.
في الفترة 2003-2005، كان قائدًا للواء المدرع السابع. في الأعوام 2007-2009، شغل منصب قائد الفرقة 143 (برتبة عميد)، وفي الوقت نفسه قاد دورة لقادة الشركات وقادة الكتائب.
في يونيو 2009، تم تعيينه قائدًا للفرقة 36. في يوليو 2011، تم استبداله بتامير هيمان.
في نوفمبر 2012، تم تعيينه سكرتيرًا عسكريًا لرئيس الوزراء. في 3 سبتمبر 2015، أنهى فترة ولايته كسكرتير عسكري لرئيس الوزراء. في 14 أكتوبر 2015، تولى منصبه كقائد للقيادة الجنوبية. في نهاية ولايته، بدأت الاشتباكات على حدود إسرائيل وقطاع غزة. في 6 يونيو 2018، أنهى فترة ولايته كقائد للقيادة الجنوبية.
ظهر زامير إلى جانب أفيف كوخافي ويائير غولان ونتسان ألون في القائمة المختصرة لعام 2018 ليحل محل رئيس الأركان آنذاك غادي أيزنكوت. تم تعيين كوخافي في النهاية في المنصب، وأصبح زامير نائبًا لرئيس الأركان، وهو المنصب الذي شغله حتى 11 يوليو 2021.
في 13 يونيو 2022، بدأ وزير الدفاع بيني غانتس عملية اختيار رئيس أركان الجيش الإسرائيلي الثالث والعشرين. تم الإعلان عن زامير كواحد من ثلاثة مرشحين إلى جانب هيرتسي هاليفي ويويل ستريك. في 17 يوليو 2022، أعلن غانتس أن السباق بين زامير وهاليفي. تم اختيار هاليفي بدلاً من زامير في سبتمبر وتولى منصبه في يناير.
في 2 يناير 2023، تم تعيينه مديرًا عامًا لوزارة الدفاع من قبل يوآف جالانت.
وبعد أن أعلن هاليفي عن نيته التنحي عن منصبه كرئيس للأركان في يناير/كانون الثاني 2025، ذكر وزير الدفاع الإسرائيلي يسرائيل كاتس زامير، إلى جانب أمير برعام وتامر ياداي، كأبرز ثلاثة مرشحين ليحلوا محله.
في الأول من فبراير 2025، أعلن رئيس الوزراء الإسرائيلي بنيامين نتنياهو أن زامير سيتولى منصب رئيس الأركان بعد استقالة هرتسي هليفي في مارس.